# Bergfreunde
Die Bergfreunde GmbH ist ein Online-Händler für Bergsport, Kletter- und Outdoorausrüstung mit Sitz in Kirchentellinsfurt.

## Geschichte
2006 gründeten Swantje und Martin Theben das Unternehmen in Kirchentellinsfurt nahe Tübingen. Ronny Höhn wurde 2010 Mitglied der Geschäftsführung. Matthias Gebhard folgte Ende 2012. Im selben Jahr verkauften die Gründer das Unternehmen an den amerikanischen Outdoorhändler Backcountry, der seit 2015 zum Investmentunternehmen TSG Consumer Partners gehört.
2016 nahm das Unternehmen das Logistikzentrum in Ergenzingen, ebenfalls im Landkreis Tübingen, in Betrieb. An diesem Standort wird ein Autostore-System verwendet. Vier Jahre später wurde die Fläche dieses Zentrums auf 20.000 m² erhöht.
2021 wurde Bergfreunde Partner von Sport 2000. Rund 40 Prozent der Umsätze entfielen 2021 auf Märkte außerhalb Deutschlands. Im selben Jahr schloss sich das Unternehmen der Science Based Targets Initiative an, die nach eigenen Angaben Unternehmen bei der Dekarbonisierung unterstützt.
Seit 2024 gehört die Bergfreunde GmbH zur Decathlon-Gruppe. Bergfreunde agiert weiterhin eigenständig und unabhängig vom Decathlon-Kerngeschäft.
Im Jahr 2023 lagen die Umsätze im Ausland bei 43 % des Gesamtumsatzes von 271,847 Millionen Euro.

## Produkte
Der Online-Shop wird in zwölf europäischen Ländern angeboten. Das Sortiment bestand Ende 2021 aus zirka 40.000 Artikeln von mehr als 850 Marken.

## Auszeichnungen
2022 setze die Zeitschrift Capital Bergfreunde auf Platz eins im Ranking Klimabewusste Unternehmen Deutschlands.

## Belege
1. 1 2 3  Bergfreunde GmbH: Jahresabschluss zum Geschäftsjahr vom 01.01.2023 bis zum 31.12.2023. Unternehmensregister.de, 30. Dezember 2024, abgerufen am 7. Februar 2025.
2. ↑  Uwe Rogowski: Bergfreunde auf dem Weg nach oben. In: Reutlinger General-Anzeiger, 18. September 2012.
3. ↑  „Jungs, wie machen wir das mit den 100 Millionen?“. In: Textilwirtschaft, 6. Mai 2021.
4. ↑   Bergfreunde GmbH: Jahresabschluss zum Geschäftsjahr vom 01.01.2012 bis zum 31.12.2012, publiziert im Bundesanzeiger, 20. Januar 2014.
5. ↑  TSG Consumer Partners Acquires Backcountry. In: Business Wire. 1. Juli 2015, abgerufen am 23. August 2022 (englisch).
6. 1 2  Philipp Koebnik: Der Beginn einer Reise. In: Schwäbisches Tagblatt, 20. Oktober 2021.
7. ↑  Über dieses Zentrum und das Retourenmanagement des Unternehmens berichtet Philipp Hampl: Alles retour. Neue Wege im Onlinehandel. In: ZDF.reportage. Abgerufen am 23. August 2022 (von Min. 3:41 bis Min. 11:12).
8. ↑  Joachim Hofer, Florian Kolf: Schneller und besser als Amazon. In: Handelsblatt, 11. März 2021.
9. ↑  Bergfreunde entscheiden sich für Sport 2000. In: sazsport.de. 15. Januar 2021, abgerufen am 22. August 2022.
10. ↑  Solveig Schneider: Bergfreunde.de schließt sich der Initiative „Science Based Targets“ an. In: sazsport.de. 21. April 2021, abgerufen am 23. August 2022.
11. ↑  World Resources Institute: The Science Based Targets initiative (SBTi). Abgerufen am 23. August 2022 (englisch).
12. ↑  Lutz Reiche, manager magazin: Decathlon kauft Outdoorspezialist Bergfreunde: Expansion des Sportdiscounters geht in Deutschland weiter. 27. November 2023, abgerufen am 27. November 2023.
13. ↑  Stuttgarter Zeitung: Outdoorspezialist aus Tübingen: Bergfreunde mit Rekordumsatz. Abgerufen am 7. Februar 2025.
14. ↑  Florian Dürr: Bergsportboom verhilft zu neuen Höhen. In: Stuttgarter Nachrichten, 8. April 2021.
15. ↑  Jahresbilanz des Outdoor-Händlers: Bergfreunde erklimmt 200 Mio. Euro-Umsatz-Gipfel. In: textilwirtschaft.de, 23. März 2022.
16. ↑  Klima-Ranking von Statista und Capital: Bergfreunde ist „klimabewusstestes Unternehmen Deutschlands“. In: textilwirtschaft.de,  20. Januar 2022; Bergfreunde bei Klima-Ranking oben. In: Reutlinger General-Anzeiger, 21. Januar 2022.